# Peter Eisenman
Peter Eisenman (født 11. august 1932 i Newark, New Jersey) er en amerikansk arkitekt og grundlægger af Eisenman Architects og Institute of Architecture and Urban Studies. Han tidligere professor i arkitektur ved Yale School of Architecture og har undervist ved Cambridge University, Princeton University, Harvard University og Ohio State University. Han tilhører dekonstruktivisterne og har bidraget med omfattende teoretiske tekster.

## Værker
- Monumentet Mindesmærke for Europas myrdede jøder, Berlin, Tyskland, 2003 - 2005
- City of Culture of Galicia, Santiago de Compostela, Galicien, Spanien.
- BLF Software Administration Building, Bangalore, Indien, 1996
- Kirche des Jahres 2000, Rom, Italien, 1996
- Denkmal für die Opfer des Holocaust, Wien, Østrig, 1996
- Zentrum für Zeitgenössische Kunst und Musikhochschule, Tours, Frankrig, 1994
- Immendorf House, Düsseldorf, Tyskland, 1993
- Max Reinhardt Haus, Berlin, Tyskland, 1992
- Rahmenplan Nördliches Derendorf, Düsseldorf, Tyskland, 1992
- Emory University Center for the Arts, Atlanta, USA, 1991-1993
- Headquarters of Koizumi Sangyo Corporation, Tokyo, Japan, 1990
- Rahmenplan für den Rebstockpark, Frankfurt am Main, Tyskland, 1990
- Columbus Convention Center, Columbus, Ohio, USA, 1988-1993
- Aronoff Center for Design and Art, Cincinnati, USA, 1988-1996
- University Art Museum, Long Beach, USA 1986
- Projekt Romeo und Julia, Verona, Italien, 1985
- Haus am Checkpoint Charlie, Berlin-Kreuzberg, Tyskland, 1985
- Wexner Center for the Visual Arts, Ohio State University, Columbus, Ohio, USA, 1985-1989
- Wohn- und Geschäftshaus Block 5, Berlin-Kreuzberg, Tyskland, 1982-1986
- El Even Odd House, Palo Alto, USA, 1980
- House X (Bloomfield House), Bloomfield Hills, USA, 1975-1978
- House VI (Frank House), Cornwall, CT, USA, 1972-1973
- House III (House Miller), Lakeville, USA, 1970
- House II (House Falk), Hardwick, USA, 1969-1970
- House I (Barenholtz Pavilion), Princeton, USA, 1967-1968